# Адамовізна (Мазовецьке воєводство)
Адамовізна (пол. Adamowizna) — село в Польщі, у гміні Гродзиськ-Мазовецький Ґродзиського повіту Мазовецького воєводства.
Населення — 1001 особа (2011).
У 1975-1998 роках село належало до Варшавського воєводства.

## Демографія
Демографічна структура станом на 31 березня 2011 року:
|          | Загалом | Допрацездатний вік | Працездатний вік | Постпрацездатний вік |
| -------- | ------- | ------------------ | ---------------- | -------------------- |
| Чоловіки | 493     | 116                | 345              | 32                   |
| Жінки    | 508     | 123                | 322              | 63                   |
| Разом    | 1001    | 239                | 667              | 95                   |